# Lehmussaari (ö i Södra Savolax)
Lehmussaari är en ö i Finland. Den ligger i sjön Saarijärvi och i kommunen Nyslott i  landskapet Södra Savolax, i den sydöstra delen av landet, 290 km nordost om huvudstaden Helsingfors. Öns area är 12 hektar och dess största längd är 0,5 kilometer i sydväst-nordöstlig riktning.